# Ray Edenton
Ray Quarles Edenton (3 de noviembre de 1926 - 21 de septiembre de 2022) fue un guitarrista y músico de sesión estadounidense especializado en música country. 

## Biografía
Ray Edenton nació en el seno de una familia de músicos el 3 de noviembre de 1926 y creció cerca Mineral (Virginia).  Su primer instrumento fue un banjo ukelele, y a la edad de seis años actuaba con sus dos hermanos y primos en los bailes de la zona.  
Después de servir en el Ejército de los Estados Unidos durante la Segunda Guerra Mundial, se unió al guitarrista Joe Maphis como bajista en un grupo llamado Korn Krackers, banda habitual del programa de radio Old Dominion Barn Dance en la emisora WRVA, una estación de radio en Richmond (Virginia).  En 1949, se mudó a Knoxville (Tennessee) para trabajar en la emisora de radio WNOX, pero fue afectado con la tuberculosis tuvo que permanecer hospitalizado durante 28 meses, tras los cuales decidió mudarse a Nashville, donde comenzó a tocar la guitarra acústica en el conocido programa de radio en vivo Grand Ole Opry. 
Considerado uno de los músicos de estudio más prolíficos de Nashville, Edenton formó parte del selecto grupo de músicos de sesión conocidos como The Nashville A-Teamy participó en más de 12.000 sesiones de grabación.  Tocó en su primera sesión, la grabación del cantante de música country estadounidense Red Kirk de " Lovesick Blues " para Mercury Records.  Su primera aparición en un gran éxito fue en el sencillo de Webb Pierce de 1953 " There Stands the Glass" .  Edenton tocó en 26 de los 27 sencillos country de Pierce que encabezaron las listas y también en grabaciones tan conocidas como las de los Everly Brothers . Bye Bye Love " y " Wake Up Little Susie ", " Singing the Blues " de Marty Robbins y " King of the Road " de Roger Miller . 
Edenton acompañó a otros artistas en grabaciones como Julie Andrews, los Beach Boys, el vibrafonista de jazz Gary Burton, Sammy Davis Jr., Henry Mancini, Reba McEntire, Elvis Presley, Johnny Cash, Leon Russell y Neil Young .   
Aunque Edenton podía tocar la guitarra solista y una variedad de otros instrumentos, es más conocido como guitarrista acústico y rítmico.
Se jubiló en 1991 y falleció el 21 de septiembre de 2022, a la edad de 95 años, en Goodlettsville (Tennessee). 